# 南智邱镇
南智丘镇，是中华人民共和国河北省石家庄市辛集市下辖的一个乡镇级行政单位。

## 行政区划
南智丘镇下辖以下地区：
南智丘村、北智丘村、南棚村、南瓦村、南耿庄村、耿虔寺村、大车城村、小车城村、赵马村、漫河头村、南张光村、北张光村、西小王村、东小王村、西城村、孟观村、泗上村、东陈家庄村、西陈家庄村、新兴路村、西曹家庄村、朗口村、褚家庄村和北瓦村。